# Zenon Łabędzki
Zenon Łabędzki (ur. 16 listopada 1927 w Gnieźnie, zm. 7 lutego 1986) – polski lekarz stomatolog, działacz społeczny, poseł na Sejm PRL VI kadencji (1972–1976). 

## Życiorys
Ukończył studia w Akademii Medycznej we Wrocławiu, specjalizując się w stomatologii. Pracował jako lekarz dentysta w powiecie zgorzeleckim, pełniąc od 1959 obowiązki kierownika Państwowego Zakładu Protetyki w Zgorzelcu. W latach 50. był również radnym Miejskiej Rady Narodowej w Węglińcu. Później zasiadał w Powiatowej Radzie Narodowej w Zgorzelcu, będąc członkiem jej prezydium. Był też radnym Wojewódzkiej Rady Narodowej we Wrocławiu i w Jeleniej Górze.
W 1962 przystąpił do Stronnictwa Demokratycznego w Zgorzelcu, pełnił m.in. obowiązki przewodniczącego Powiatowego Komitetu. W 1972 wybrany w skład Sejmu VI kadencji w okręgu Jelenia Góra. Pracował w Komisjach Zdrowia i Kultury Fizycznej oraz Obrony Narodowej. 
Był aktywnym członkiem Polskiego Towarzystwa Stomatologicznego.

## Odznaczenia
- Krzyż Oficerski Orderu Odrodzenia Polski
- Krzyż Kawalerski Orderu Odrodzenia Polski
- Srebrny Krzyż Zasługi
- Medal 40-lecia Polski Ludowej
- Odznaka „Zasłużonemu Działaczowi Stronnictwa Demokratycznego”
- Odznaka „Zasłużony dla Dolnego Śląska”[1]